# Baoro
Baoro est une ville de République centrafricaine située dans la préfecture de Nana-Mambéré dont elle constitue l'une des quatre sous-préfectures. Les quartiers de Baoro constituent la zone urbaine de la commune de Bawi-Tédoa.

## Géographie
La ville est située sur la rive gauche le la rivière Lobaye au carrefour de la route nationale RN3 et de la route régionale RR5, à 61 km au sud-est de Bouar, 380 km au nord-ouest de Bangui et 104 km au nord de Carnot.

## Histoire
Baoro devient une sous-préfecture de la Nana-Mambéré, le 7 août 1968.
Le 22 janvier 2014, la ville est le théâtre d'un massacre de nature confessionnelle entre populations chrétiennes et musulmanes, dans le cadre de la troisième guerre civile centrafricaine, faisant une centaine de victimes, en majorité civiles.

## Éducation
La ville de Baoro compte deux écoles publiques : l'école sous-préfectorale mixte et l'école mixte Dangsi. L'enseignement secondaire est assuré par le collège d'enseignement général.

## Cultes
La ville est le siège d'une paroisse de l'église catholique qui dépend du diocèse de Bouar.

## Économie
Deux routes routières transafricaines traversent Baoro:
- Transafricaine 8 (Lagos — Mombasa)
- Transafricaine 3 (Tripoli — Le Cap)

## Personnalités liées à la communauté
- Simplice Sarandji, homme d'État centrafricain.

- Silas Martial Sambo, Président des Étudiants et Stagiaires Africains Étrangers au Ghana 2022-2023